# Kilifi
Kilifi é uma cidade na costa do Quênia a 56 km de Mombaça. A cidade é banhada pelo riacho Kilifi e pelo estuário do rio Goshi.  Kilifi é a capital do condado de Kilifi e tem uma população de 122.899 habitantes (censo de 2009).
Kilifi é conhecida por suas praias e pelas ruínas de Mnarani, incluindo mesquitas e tumbas, que datam do século XIV ao século XVII.

## Geografia e clima
A cidade de Kilifi fica em ambos os lados do estuário e está ligada pela Ponte Kilifi com vista para o estuário. O lado sul tem as ruínas de Mnarani e a praia de Shauri Moyo, enquanto o lado norte é a parte principal da cidade de Kilifi e a praia de Bofa.
O clima geralmente é quente durante todo o ano (acima de 25° C) com duas estações de chuvas moderadas (cerca de 800-1000 milímetros).

## Demografia
Os habitantes predominantes (cerca de 80%) são dos grupos Mijikenda (principalmente Giriama e Chonyi). Outros grupos incluem os descendentes de árabes-suaíli, Barawas, Bajunis, Somalis, bem como outros grupos do interior.

## Economia

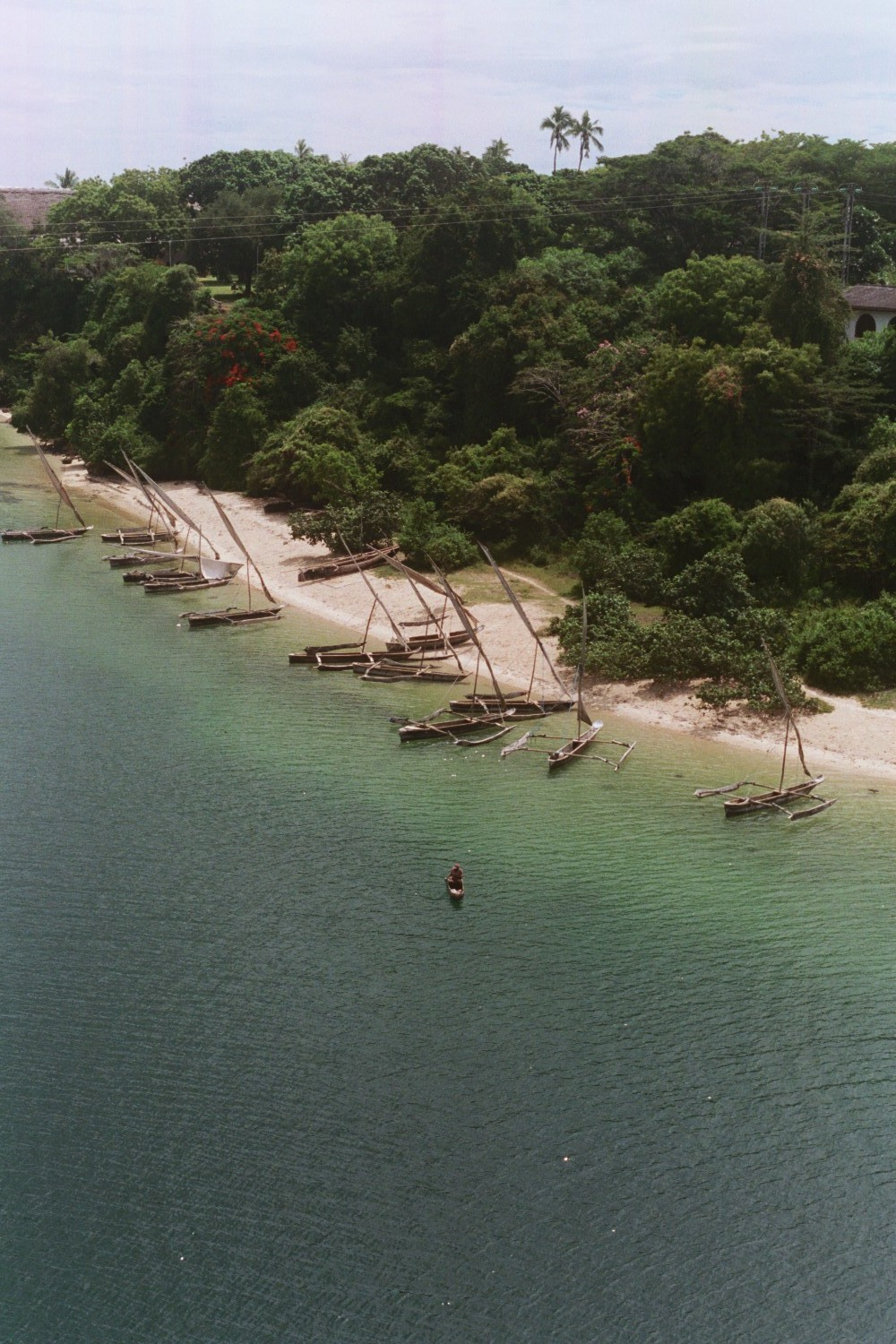
Dhows no riacho Kilifi

Como toda cidade costeira, a pesca em Kilifi é uma das atividades econômicas históricas. 
O crescimento da cidade foi impulsionado principalmente pela fábrica de moagem de castanha de caju entre 1976 e 1990; o distrito é produtor de cajus desde 1930.
Desde 2008, com a transformação do Instituto de Agricultura Kilifi na Universidade Pwani, houve uma expansão substancial do setor de serviço. A atividade bancária tem crescido com cerca de 7 bancos (KCB, Barclays, Postbank, Imperial, Equity, Co operative, Diamond Trust Bank e o mais recente, National Bank), bem como instituições de microfinanças. Os negócios de varejo e hotéis têm sido historicamente atividades econômicas significativas. Os hotéis de 3 a 4 estrelas incluem Mnarani Club, Kilifi Bay Beach Resort e Baobab Lodge.

## Saúde
O Kilifi County Hospital, que também é um hospital de referência, atende todo o condado de Kilifi e também apoia o KEMRI-Wellcome Trust Research Program, um grande centro de pesquisa médica colaborativo entre o KEMRI do Quênia e o British Wellcome Trust, conhecido por seus trabalhos em malária e infecções bacterianas e virais na infância.

## Organizações notáveis
Kilifi é o lar de várias organizações, incluindo:
- Universidade de Pwani: uma universidade com programas de graduação e pós-graduação, com especialização em ciências costeiras, marinhas e pesqueiras, além de ciências agrícolas e microbiologia
- KEMRI-Wellcome Trust: uma parceria entre a KEMRI e a Wellcome Trust
- KOMAZA: um negócio social que cultiva árvores com pequenos agricultores para venda como produtos de madeira sustentáveis
- KEDA (Associação de Educação e Desenvolvimento Kilifi)